# Río Agua Fría (Arizona)
El río Agua Fría (en inglés: Agua Fria River, con el nombre en español) es un arroyo intermitente de unos 193 kilómetros de longitud que recorre en dirección sur a unas 30 km al este del noreste de Prescott, Arizona en los Estados Unidos de América. La ciudad de Prescott utiliza la mayor parte de sus necesidades de agua al represar y canalizar la cabecera del río Agua Fría. El río Agua Fría atraviesa el Monumento Nacional de Agua Fría. Posteriormente el río fluye hacia un pequeño cañón denominado el Black Canyon (cañón Negro) hacia el lago Pleasant, un popular sitio de recreo en Peoria, Arizona.
En la época lluviosa cuando la ríada baja por el río Agua Fría, vierte sus aguas al río Gila, que también es un río estacional on caudal sólo durante la estación lluviosa.